# 萩原四朗
萩原 四朗（はぎわら しろう、1906年（明治39年）‐1993年（平成5年）12月16日）は昭和期の作詞家。

## 経歴
奈良県宇陀郡曽爾村出身。高松高等商業学校卒業。浪曲作家となり、菊池寛原作の「父帰る」の浪曲化など文芸浪曲というジャンルを創始。
作詞家としては、1940年、美ち奴の歌で大ヒットした「吉良の仁吉」、「仁吉男の唄」、東海林太郎と浪曲師壽々木米若が吹き込んだ「涯なき南海」などを作詞し、浪曲歌謡という分野を確立した。
戦後は、テイチクレコードの取締役文芸部長に就任。三波春夫、石原裕次郎らビッグスターを育てる一方、作曲家上原賢六とコンビを組んだ「錆びたナイフ」、「赤いハンカチ」、「夕陽の丘」など大ヒット曲を手掛けた。
1993年12月16日死去。享年87。